# Földi állaskagomba
A földi állaskagomba (Hohenbuehelia petaloides) a laskagombafélék családjába tartozó, Európában, Észak- és Dél-Amerikában és Ausztráliában előforduló, korhadó faanyagon élő, ehető gombafaj. Egyéb elnevezései: földilaska gomba, lapátalakú földilaska.

## Megjelenése
A földi állaskagomba kalapja 4-10 cm széles; alakja nyelvre vagy legyezőre hasonlít, tönkje féloldalas elhelyezkedésű, a kalap közepe bemélyedő vagy tölcsérszerű. Széle begöngyölt, hullámos, néha lebenyes;  száraz időben behasadozhat. Felszíne sima, deres-molyhos. Színe szürkésbarnától vörösbarnáig terjedhet. A kalapbőr és a hús között vékony, kocsonyás réteg található.
Húsa vékony, ruganyos, színe fehéres, sérülésre nem változik. Íze és szaga kellemes, lisztes.  
Sűrűn álló lemezei lefutók. Színük fehér vagy szürkés.
Tönkje 2-5 cm magas és 1-1,5 cm vastag. Oldalsó állású, alakja szabálytalan vagy hengeres. Színe szürkésbarna vagy okkeres, csúcsán hosszában bordázott. Töve molyhos.
Spórapora fehér. Spórája ellipszis alakú, sima, mérete 7-8,5 x 4,5-5 µm.

### Hasonló fajok
Más Hohenbuehelia fajokkal lehet összetéveszteni. A hasonló Crepidotus fajoktól fehér lemezeiben különbözik.

## Elterjedése és termőhelye
Európában, Észak- és Dél-Amerikában, valamint Ausztráliában honos. 
Lomb-és fenyőerdőkben található a famaradványokban gazdag talajon, erősen korhadó fán; fűrészporon, faforgácson is megél. Egyesével, kisebb vagy tömött csoportokban egyaránt előfordulhat. Júniustól októberig terem. Közeli rokonaihoz hasonlóan gombafonalain kis ragadós kinövések találhatóak, amelyek magukhoz vonzzák és csapdába ejtik a fonalférgeket; az elpusztult állatot aztán a gomba lebontja, így egészíti ki nitrogénszükségletét. 

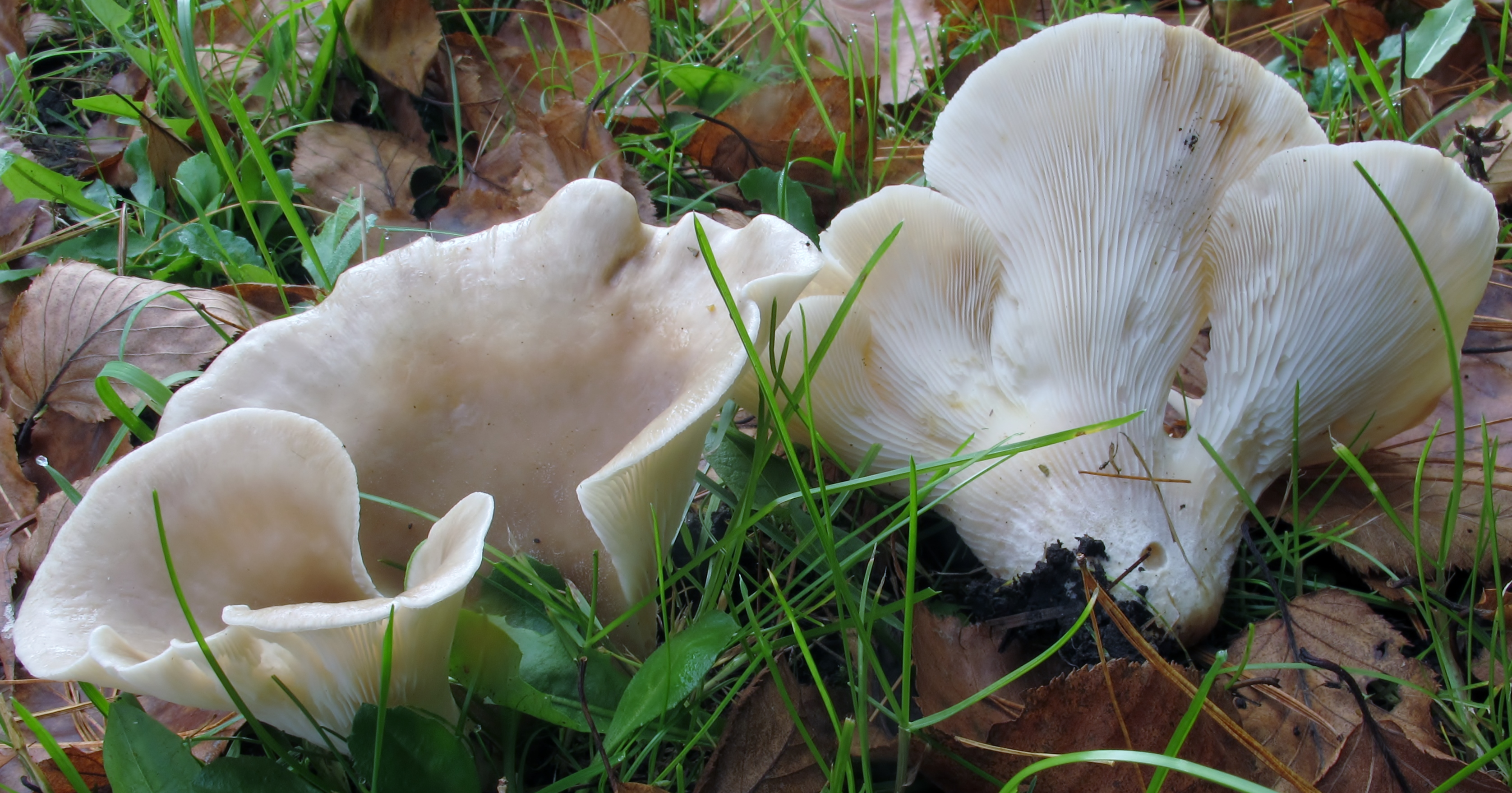
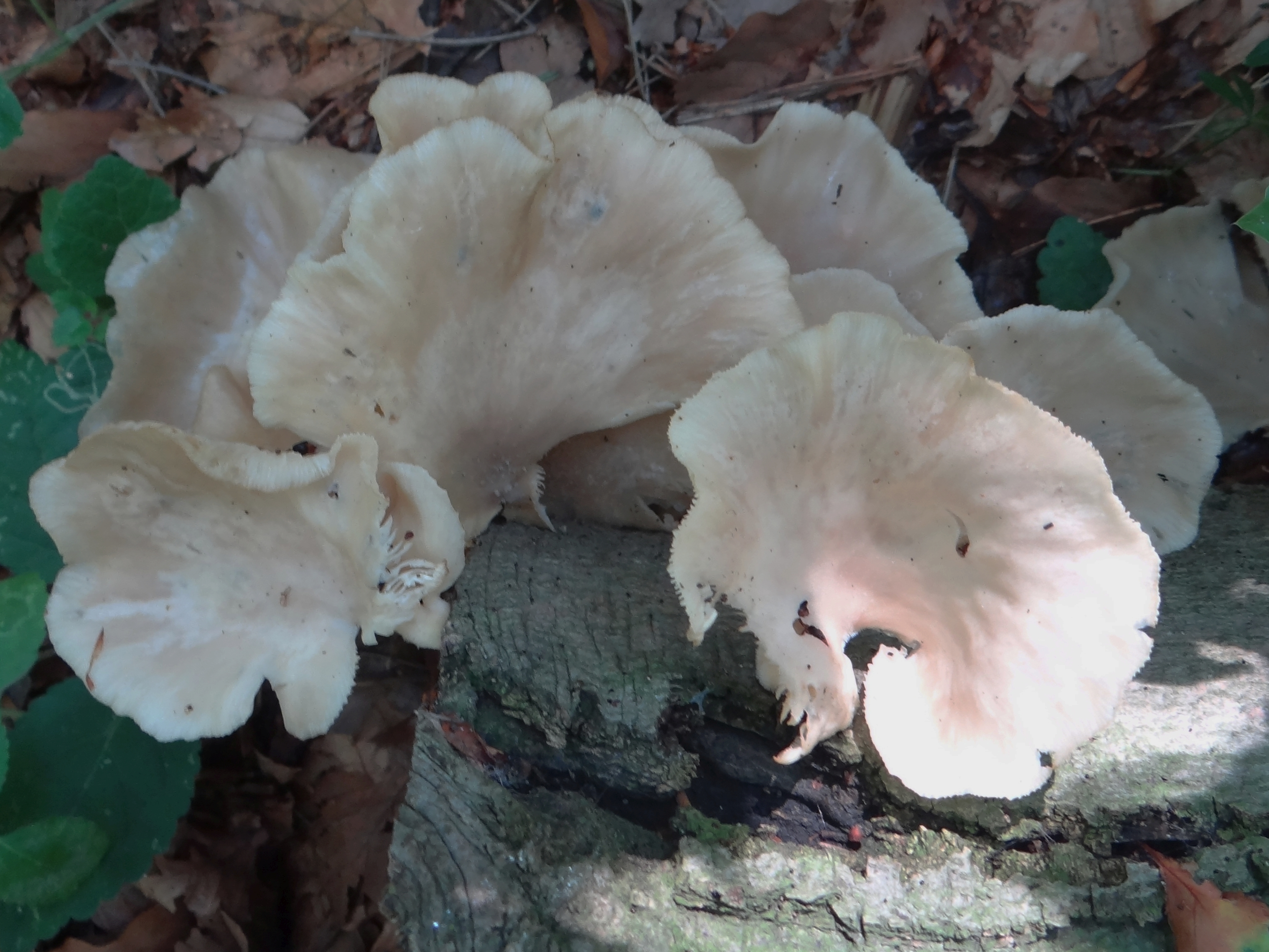
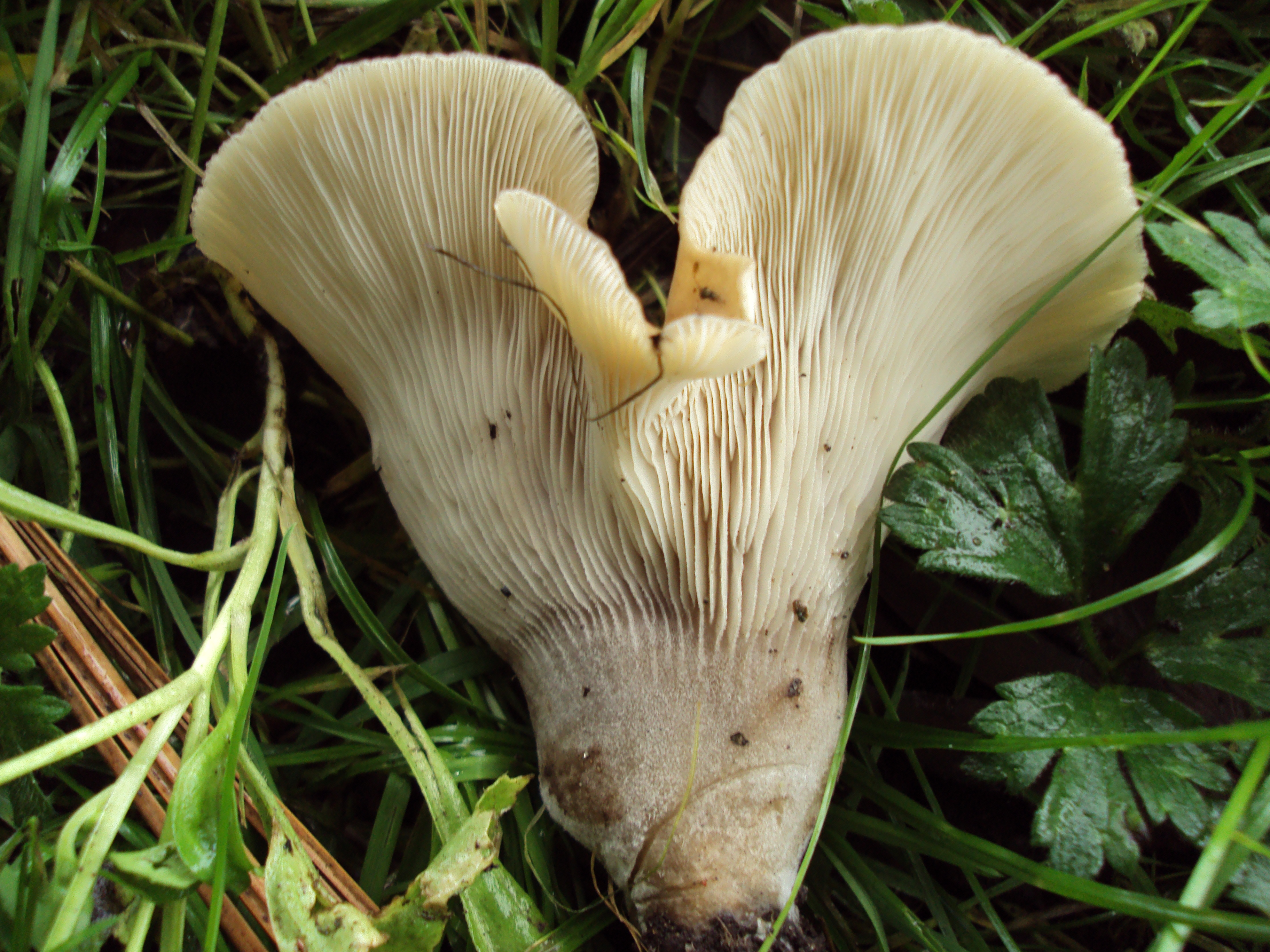
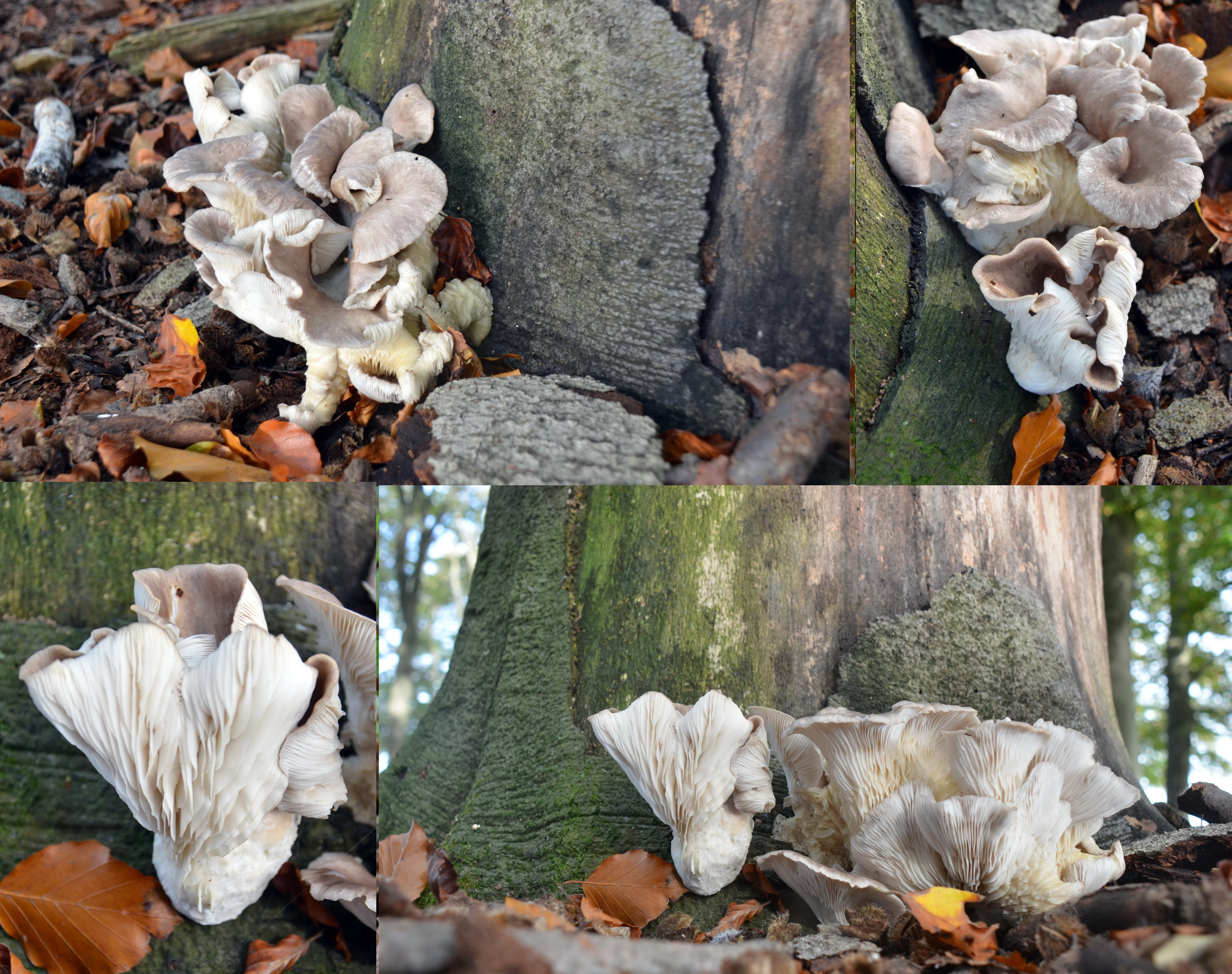
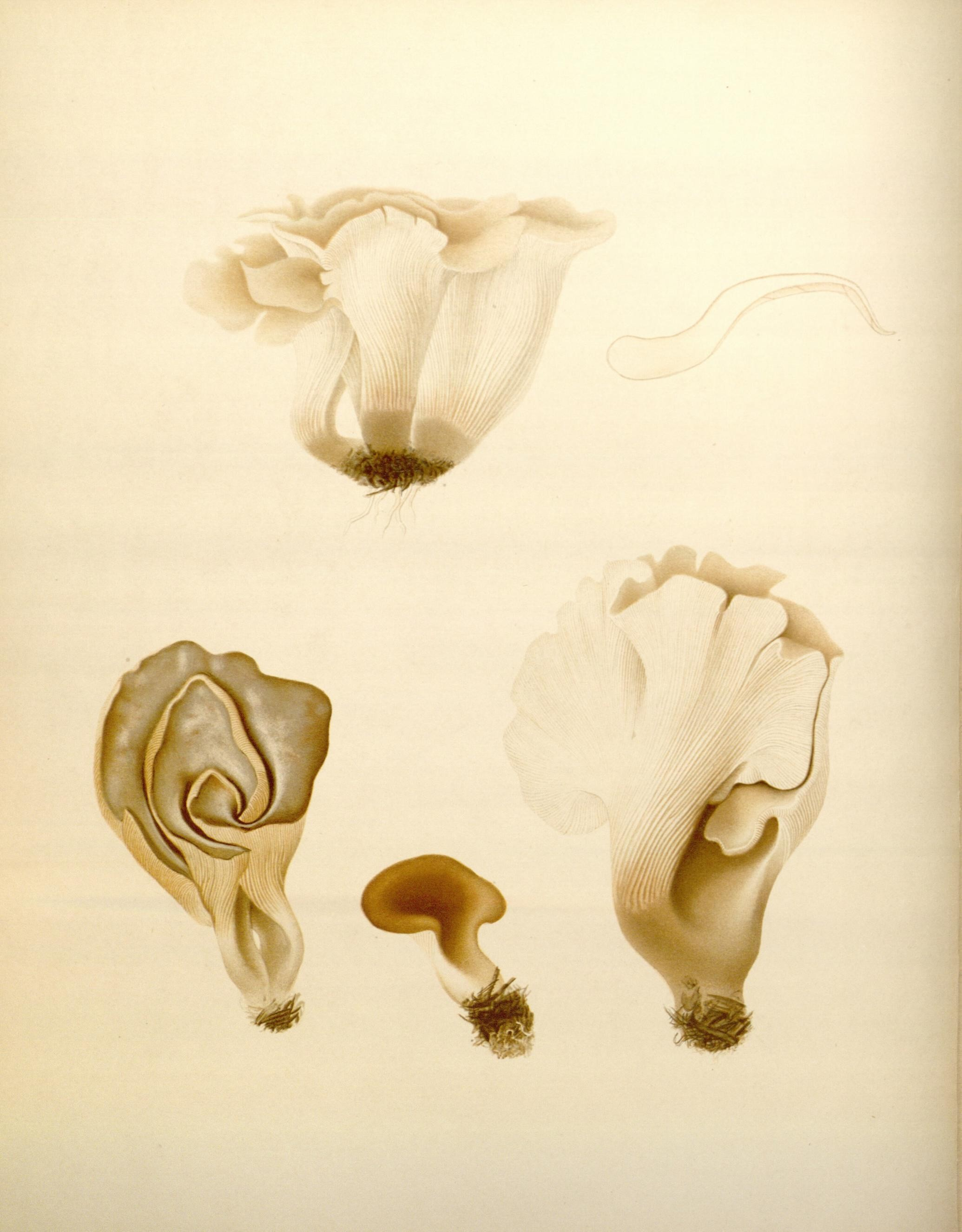

Ehető, de rágós gomba.  